# Ernodes abanticus
Ernodes abanticus är en nattsländeart som beskrevs av Cakin 1983. Ernodes abanticus ingår i släktet Ernodes och familjen sandrörsnattsländor. Inga underarter finns listade i Catalogue of Life.